# Fritz Karl

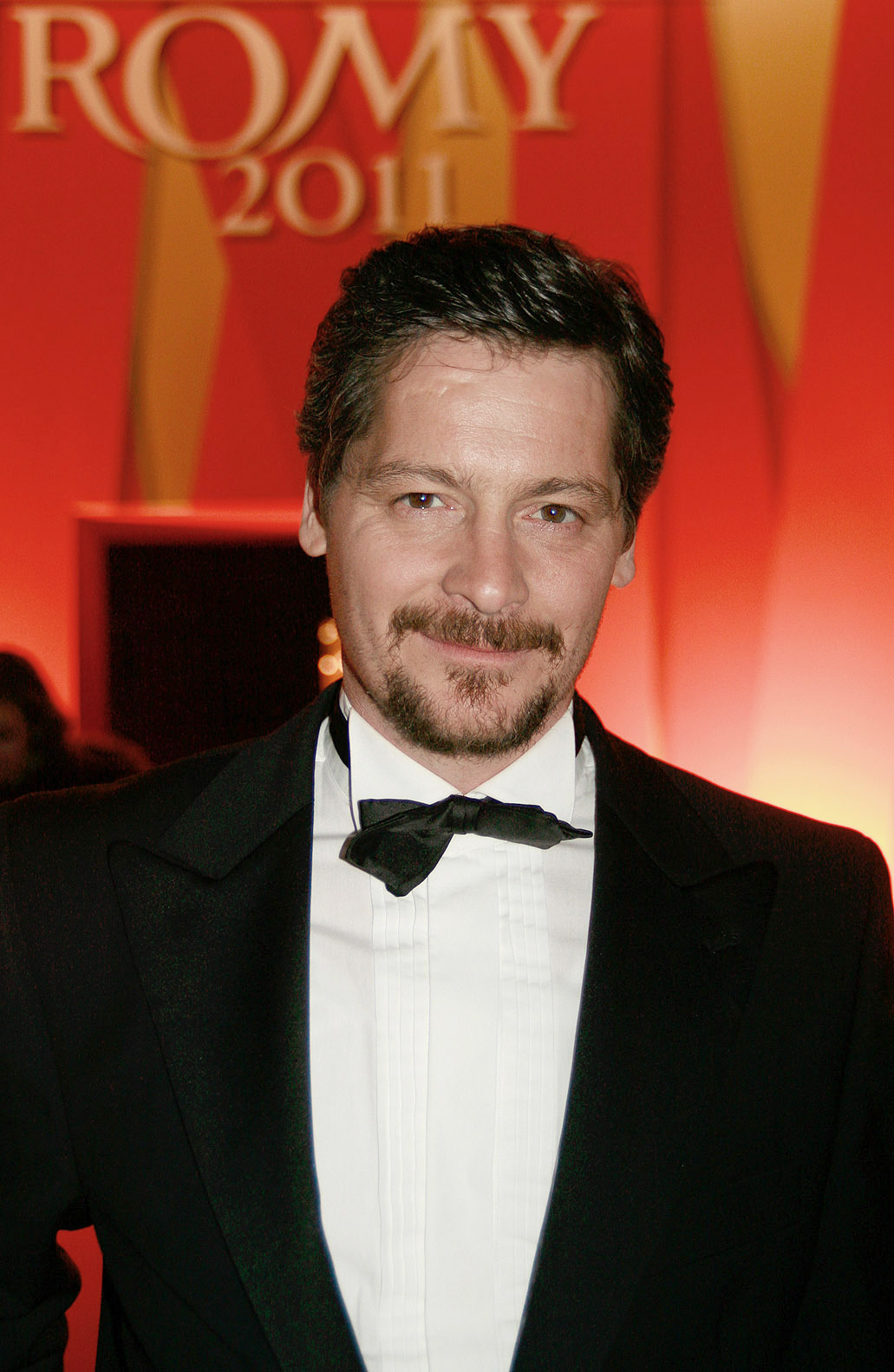
Fritz Karl, 2011

Fritz Karl né le 21 décembre 1967 à Gmunden est un acteur autrichien.

## Filmographie
- 1989: Arbeitersaga 2 – Juni 1961 – Die Verlockung
- 1994: Höhenangst
- 1995: El Chicko – der Verdacht
- 1996: Alte Liebe – Neues Glück (Hofrat Geiger) (TV)
- 1997: Die Superbullen
- 1998: Clarissa (TV)
- 1998–2001: Julia – Eine ungewöhnliche Frau
- 1999: Die Verhaftung des Johann Nepomuk Nestroy
- 2000: Das Teufelsweib
- 2001: Sophie – Sissis kleine Schwester
- 2002: Tauerngold
- 2002: August der Glückliche
- 2002: Schneemann sucht Schneefrau
- 2002: Rex, chien flic (Kommissar Rex) – "Jusqu'à la dernière balle (Saison 8, épisode 6)
- 2003: Jennerwein
- 2003: Alles Glück dieser Erde
- 2003: Alpenglühen
- 2003: Der weiße Afrikaner
- 2004: Sterne über Madeira
- 2005: Im Reich der Reblaus
- 2005: Wer früher stirbt ist länger tot
- 2005: Papa und Mama
- 2005: Sauvés par l'amour (Das Geheimnis des roten Hauses)
- 2006: Prince Rodolphe : l'héritier de Sissi (Kronprinz Rudolf)
- 2006: Auf ewig und einen Tag
- 2006: Die Zeit, die man Leben nennt
- 2006: Henry Dunant, du rouge sur la croix (TV)
- 2006: Geküsst wird vor Gericht
- 2007: Die Flucht
- 2007: Eine folgenschwere Affäre
- 2007: Zodiak – Der Horoskop-Mörder
- 2007: Alles was recht ist
- 2007: Tatort – "Bevor es dunkel wird"
- 2008: Patchwork
- 2008: Double Jeu – "Brubeck" (TV)
- 2008: Alles was recht ist – Die italienische Variante
- 2008: Rex, chien flic (Kommissar Rex) – Tödliche Kritik (Impara l'arte) (TV)
- 2008: Die Patin – Kein Weg zurück
- 2009: Auf der Suche nach dem G-Punkt
- 2009: Der Bär ist los
- 2009: Krupp – Eine deutsche Familie
- 2009: Sissi : Naissance d'une Impératrice (Sisi) (TV)
- 2009: Männerherzen
- 2009: Der Teufel mit den drei goldenen Haaren
- 2009: Plötzlich Onkel
- 2009: Der Fall des Lemming
- 2010: Le Secret des baleines (Das Geheimnis der Wale) (TV)
- 2010: Black Brown White
- 2011: Freilaufende Männer
- 2011: Mein Bruder, sein Erbe und ich
- 2011: Männerherzen ... und die ganz ganz große Liebe
- 2011: Sommer der Gaukler
- 2011: Tödlicher Rausch
- 2011: Als der Weihnachtsmann vom Himmel fiell
- 2012: Hochzeiten
- 2012: Appelez le 112 (Die Geisterfahrer) (TV)
- 2012: Balthasar Berg – Sylt sehen und sterben (TV)
- 2012: Geisterfahrer
- 2012: Allerleirauh
- 2012: La Femme du bijoutier (Trau niemals deiner Frau) (TV)
- 2013: Charlotte Link – Das andere Kind
- 2013: Un secret bien enfoui (Tod in den Bergen) (TV)
- 2013: Im weißen Rössl – Wehe Du singst!
- 2013: Entre ennemis (Unter Feinden) (TV)
- 2017 : Marie de Bourgogne (TV)
- 2019: Sous le poirier, la mort (Unterm Birnbaum) (TV)
- 2019: 1945 - Un village se rebelle (Ein Dorf wehrt sich) (TV)
- 2021: Le gendre surprise (Man kann nicht alles haben) (TV)
- 2025 : La Fabrique du mensonge (Führer und Verführer) : Adolf Hitler